# Defendente Ferrari

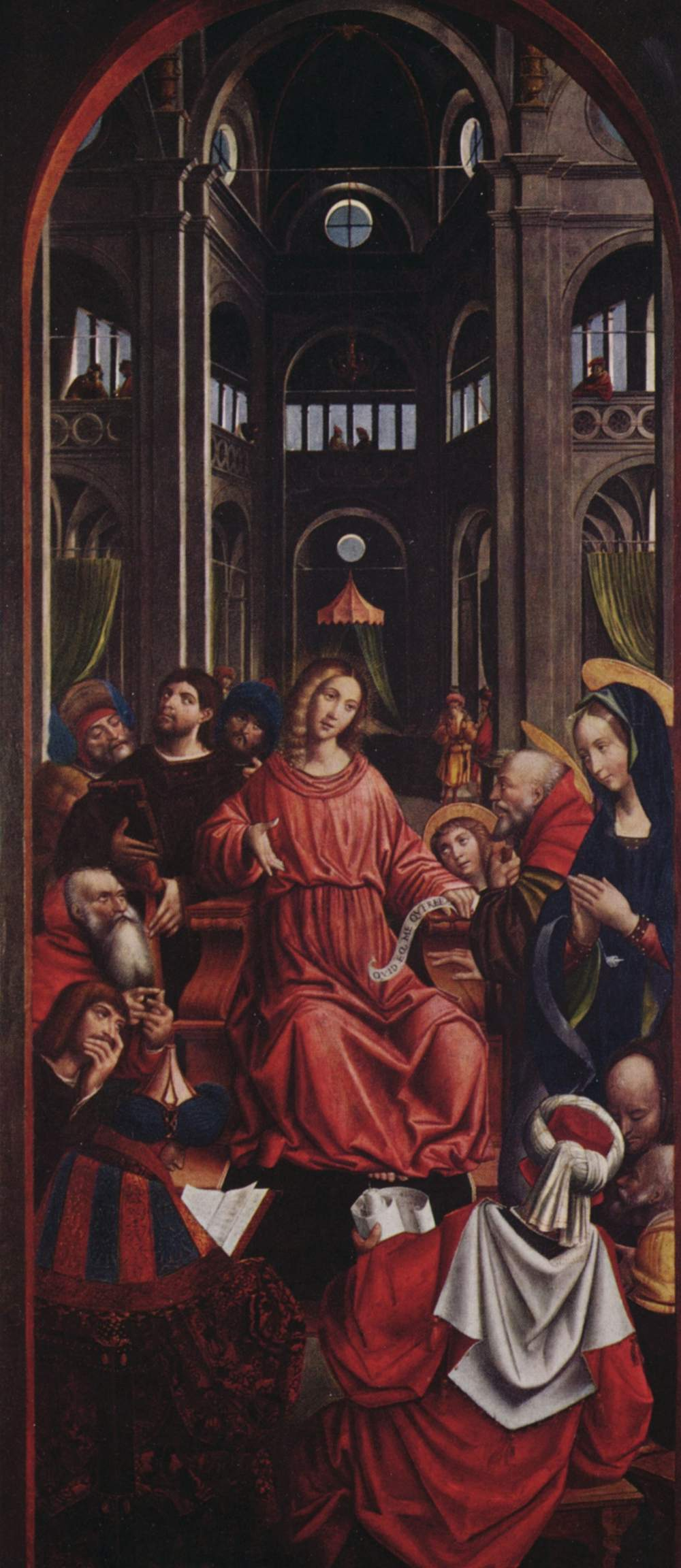
A Disputa no Templo

Defendente Ferrari (1480/1485 - 1540) foi um pintor italiano que trabalhou no Piemonte.
Ferrari nasceu em Chivasso, perto de Turim. Depois de estudar no ateliê de Giovanni Martino Spanzotti, ficou famoso por seus polípticos e altares, altamente decorados com um estilo inspirado nos mestres do norte da Europa.